# 牛頓環

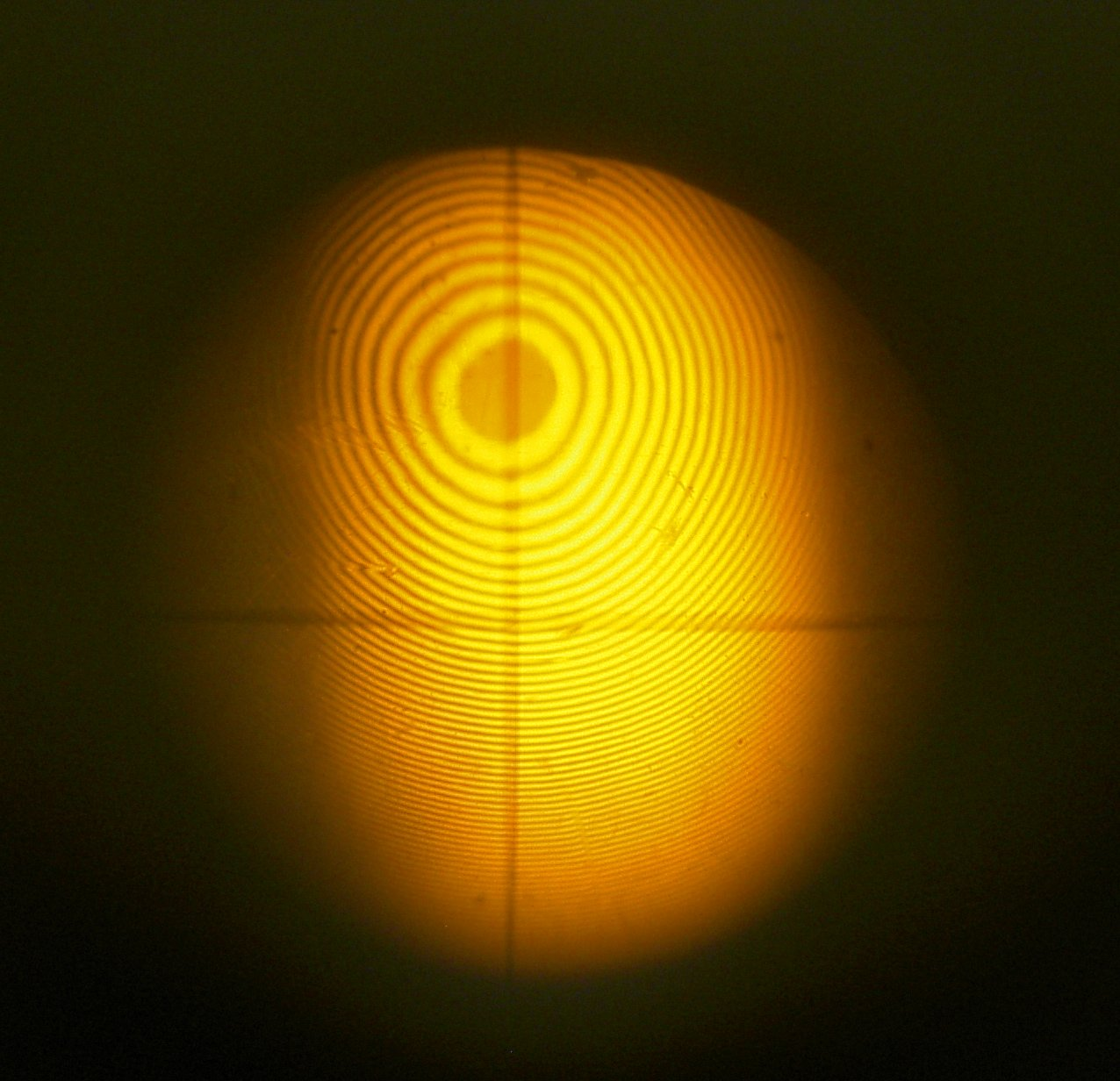
牛顿环

实验装置：一块凸透镜放在一个平面上方。

在光學中，牛頓環（Newton's rings），也叫做牛顿圈，是一個等厚薄膜干涉現象。將一塊平凸透鏡凸面朝下放在一塊平面透鏡上，將單色光直射向凸鏡的平面，可以觀察到一個個明暗相間的圓環條紋。若使用白光，則可以觀察到彩虹狀的圓環彩色條紋。第一個對此現象進行分析的人是英國物理學家艾薩克·牛頓爵士，因而命名為牛頓環。
牛顿环现象是由平凸透镜下凸面和平面透镜的上平面（即两透镜间的空气薄膜的上下表面）所分别反射的光线产生干涉的结果。光线进入平凸透镜到达凸面进入空气时，一部分在该界面发生反射，另一部分透射后在下方的平面透镜发生反射，并与前一束后一次反射是在空气（光疏介质）—玻璃（光密介质）界面上发生的，反射光发生半波损失而与入射光反相。

## 牛顿环公式
牛顿环因反射光或透射光而有所不同。公式如下：
平凸透鏡和平面透鏡之間的空間薄膜的距離：
解析失败 (SVG（MathML可通过浏览器插件启用）：从服务器“http://localhost:6011/zh.wikipedia.org/v1/”返回无效的响应（“Math extension cannot connect to Restbase.”）：): {\displaystyle  d = R - \sqrt{R^2 - r^2} }

當完全相長干涉發生時：
{\displaystyle 2d=(m+{\frac {1}{2}})\lambda }
{\displaystyle r={\sqrt {(m+{\frac {1}{2}})\lambda R}}}
其中m为非負整数0，1，2，……，即第一光环、第二光环……
反射光的牛顿环的强度分布公式：解析失败 (SVG（MathML可通过浏览器插件启用）：从服务器“http://localhost:6011/zh.wikipedia.org/v1/”返回无效的响应（“Math extension cannot connect to Restbase.”）：): {\displaystyle Ir=\sin(\frac{2\pi(R-\sqrt{R^2-r^2})}{\lambda})^2}

透射光的牛顿环强度分布公式：解析失败 (SVG（MathML可通过浏览器插件启用）：从服务器“http://localhost:6011/zh.wikipedia.org/v1/”返回无效的响应（“Math extension cannot connect to Restbase.”）：): {\displaystyle It=\cos(\frac{2\pi(R-\sqrt{R^2-r^2})}{\lambda})^2}

反射光牛顿环中心{\displaystyle r=0}，{\displaystyle Ir=0}，即中心强度为零，看见黑班。
透射光牛顿环中心解析失败 (SVG（MathML可通过浏览器插件启用）：从服务器“http://localhost:6011/zh.wikipedia.org/v1/”返回无效的响应（“Math extension cannot connect to Restbase.”）：): {\displaystyle r=0}
，{\displaystyle It=1}，可见亮斑。
牛顿环的直径与透镜的半径成正比，透镜半径越大，环也越大。
牛顿环的直径与波长成正比，波长越长，环越大。即红色光的牛顿环大，蓝色光的牛顿环小。
|  |  |

|  |  |

## 外部連結
1. ↑  藝術與建築索引典－牛頓環[永久]
2. ↑  Karl Dieter Moeller.  2nd ed. : 110–112.